# Галогенонієві солі
Галогено́нієві со́лі (англ. halogenonium salts) — солеподібні органічні сполуки тривалентних галогенів (Cl, Br, I) онієвого типу, в яких атом галогену ковалентно зв'язаний з двома органічними замісниками та йонно — з аніоном R2Hal+X–, найстійкішими з яких є йодонієві ароматичні похідні. Органічні замісники в них можуть бути ароматичними Ar–Hal+–ArBr– (є арилюючими засобами, утворюють металорганічні сполуки з Hg, Sb, Te, Sn, Tl, Pb, Bi), аліфатичними Alk–Hal+–AlkSbF6– (стійкі лише з комплексними аніонами й при пониженій температурі, є алкілюючими засобами), змішаними Alk–Hal+–ArBF4–, галогенонієвий атом може входити також у цикл. При нагріванні розпадаються до відповідних галогенопохідних.
Ar2Br+I– → ArBr + ArI
Ph2Cl+I–+ Hg → PhHgI + PhCl